# Михайлівський район (Приморський край)
Михайлівський район (рос. Михайловский район) — район Приморського краю.
Адміністративний центр — село Михайлівка.
Належить до Зеленого Клину. До масового зросійщення українці становили відносну більшість населення району.

## Географія
Район розташований в південно-західній частині Приморського краю. Межує з Уссурійськом міським округом, Анучинським, Шкотовським, Хорольським, Чернігівським та Октябрським районами. Площа району — 2741,4 км².

## Історія
Михайлівський район Приморського краю був утворений 4 січня 1926 року.
Згідно з постановою Президії Далькрайвиконкому від 20 березня 1931 — район часткової українізації, в якому мало бути забезпечено обслуговування українського населення його рідною мовою шляхом створення спеціальних перекладових бюро при виконкомі та господарських організаціях.

## Населення
Населення — 37 198 чоловік (2009). У районі розташований 31 населений пункт. Найбільші населені пункти району — селище міського типу Новошахтинський (8244 чоловіка, 2009) і райцентр — село Михайлівка (9297 чоловік, 2006).
За переписом населення 1926 року в районі мешкало 30 657 осіб. З них українців — 13 897 (45,3 %), росіяни — 46 %, корейці та китайці — 8,6 %.

## Адміністративний поділ
Адміністративно Михайлівський район ділиться на 7 сільських поселень:
- Григор'ївське: села Абрамовка, Григор'ївка, Дубки, Новожатково
- Іванівське: села Горбатка, Іванівка, Лубянка, Миколаївка, Отрадне, Тарасівка, Ширяєвка; селище Горний
- Кремовське: села Кремово, Ляличи, зд. ст. Перельотна
- Михайлівське: села Васильївка, Зелений Яр, Михайлівка, Некруглово, Нове, Піщане; селище Кірпічна
- Осинівське: села: Данилівка, Осинівка
- Сунятсенське: села: Дальнє, Ленінське, Первомайське, Родникове, Степне
- Новошахтинське: смт Новошахтинський, село Павлівка

## Економіка
Промисловість Михайлівського району представлена сімома основними галузями: паливна, електроенергетика, теплоенергетика, легка, харчова, лісова і деревообробна, поліграфічна та промисловість будівельних матеріалів.
Також в районі широко розвинене сільське господарство.